# Tim Schrick
Tim Schrick (* 20. Januar 1976 in Wermelskirchen) ist ein deutscher Rennfahrer, Moderator und Sohn von Peter Schrick, dem Gründer der AVL Schrick (Automobilzulieferer). Seine Markenzeichen sind eine Neigung zum Querfahren (Driften) und die bildhafte Sprache bei der Schilderung seiner Eindrücke auf der Strecke.

## Rennkarriere
Tim Schrick fuhr mit 13 Jahren das erste Mal die Nordschleife und mit 14 Jahren Kart im ADAC Junior Team. Nach Einsätzen in diversen Rennserien gründete er 2009 das Team Schrick mit dem Ziel, ein Auto für das 24-Stunden-Rennen auf dem Nürburgring aufzubauen und dort an den Start zu gehen. Dieses Unternehmen wurde durch ein Fernsehteam begleitet und als Serie auf DMAX ausgestrahlt. (Team Schrick – Entscheidung am Nürburgring, Team Schrick Reloaded, Team Schrick 2010 – Jetzt erst recht!)
Im Juni 2010, kurz nach dem 24-h-Rennen, stieg Schrick aus dem von ihm gegründeten Team Schrick aus und löste es damit auf. Als Begründung gibt er an, dass sein Ziel erreicht und die Mission somit beendet sei. Der Aston Martin V8 Vantage blieb beim neuen Team 3D Flowtec Racing und soll nach Optimierungen weiterhin bei Langstreckenrennen eingesetzt werden.

### Rundstrecke
Er war 1997 Vizemeister im Citroën Saxo Cup und gewann 1998 diese Meisterschaft. 2001 wurde er Gesamtsieger im VW New Beetle Cup. Von 1999 bis 2002 fuhr er erst zwei Jahre im Citroën Xsara und dann im Ford Focus ST 170 in der Deutschen Tourenwagen-Challenge.

### Langstreckenrennen
Schrick startete mehrfach beim 24-Stunden-Rennen auf dem Nürburgring. 2003 fiel das Carlsson-Team mit ihm, Frank Schmickler und Akira Iida im Mercedes-Benz SLK aufgrund eines Schaltfehlers, der zum Überdrehen des Motors und schließlich zu einem Ventilschaden führte, vorzeitig aus. Ein Jahr später erreichte er mit einem VW Golf GTI den 44. Platz der Gesamtwertung. 2005 startete Schrick in einem von insgesamt drei Audi A3 des Teams von Jörg van Ommen. Nach einem Unfall mit Überschlag im Streckenabschnitt Schwalbenschwanz am Abend schied er aus. 2006 kam es nach technischen Problemen zur Aufgabe im Wiesmann R-GT. Nach dem 25. Startplatz im Training hatte das Team von Jörg van Ommen mit Schrick, Markus Lungstrass und Thomas Mutsch im Rennen Probleme mit der Kraftübertragung und plötzlichem Leistungsverlust. Im Folgejahr fuhr er im Nissan 350Z des RJN-Motorsport-Teams mit Kurt Thiim, Nicole Lüttecke und Holger Eckhardt im 24-Stunden-Rennen. Das Team wurde nach Ausfall wegen überhitzten Motors kurz vor Rennende noch gewertet und erreichte den 29. Rang.
Zwei Jahre später 2009 startete Tim Schrick mit seinem eigenen Team. Als Fahrzeug kam ein Aston Martin V8 Vantage zum Einsatz, der eigens für das Rennen aufgebaut wurde. Tim Schrick startete als Nummer 66 zusammen mit den Fahrern Jörg van Ommen, Jan-Erik Slooten und Ruben Zeltner. Der Wagen fing in der ersten Runde Feuer und zwang so das Team zur frühen Aufgabe. Ein erneuter Anlauf beim 24-Stunden-Rennen der VLN scheiterte am defekten Getriebe. 2010 unternahm das Team einen erneuten Anlauf beim 24-Stunden-Rennen auf der Nordschleife. Am Steuer wechselten sich Tim Schrick, Ralf Goral, Patrick Bernhard und Wolfgang Weber ab. Nach einem Problem mit der Kupplung und zweifachem Wechsel der Pumpe der Servolenkung erreichte das Team nach 75 gefahrenen Runden einen ungewerteten 146. Gesamtplatz.
2011 startete Schrick auf einem VW Scirocco des Teams Four Motors mit der Nummer 205. Am Steuer wechselten sich Smudo, Thomas von Löwis of Menar und Charlotte Wilking ab. Nach vier gefahrenen Stunden musste das Team wegen eines Turboladerdefekts und Problemen mit der Elektronik aufgeben. Ein Jahr später ging er mit den gleichen Fahrerkollegen und Fahrzeug am Nürburgring mit der Startnummer 189 an den Start. Nach einem vielversprechenden Rennbeginn und der Führung in der Klasse „Alternative Treibstoffe“ stellte das Team den Rennwagen in den frühen Morgenstunden mit einem gerissenen Ventildeckel ab, nachdem sich erhöhter Druck im Kurbelgehäuse des Motors aufgebaut hatte. Um den Fehler diagnostizieren zu können, verzichtete das Team auf eine Weiterfahrt.
2014 startete Tim Schrick in der VLN mit einem Opel Astra OPC Cup.
Zusammen mit seinem Fahrerkollegen Hannu Luostarinen gewann Schrick 5 Rennen in Folge in der stark besetzten Klasse CUP 1.
Damit wurde das Duo Vizemeister der Gesamtwertung der VLN.
Beim 24h-Rennen auf dem Nürburgring gewann Schrick mit seinen Fahrerkollegen Hannu Luostarinen, Volker Strycek und Peter Wyss die CUP1-Klasse.
Sie belegten den 37. Platz in der Gesamtwertung.
Beim 24-h-Rennen 2015 startete Tim Schrick im Werksteam von Subaru/STI Japan mit einem speziell für die Nordschleife entwickelten WRX STI NBR in der Klasse SP3T. Seine Teamkollegen waren Marcel Lasee, Carlo van Dam und Hideki Yamauchi. Das Team startete das 24h-Rennen als Trainingsschnellster der SP3T-Klasse und fuhr ein fehlerloses Rennen. Die Führung wurde kontinuierlich ausgebaut und betrug im Ziel gute zwölf Runden auf den Zweitplatzierten. In der Gesamtwertung erreichte der WRX STI einen hervorragenden 18. Rang.
Beim 24-h-Rennen 2016 startete Schrick zusammen mit van Dam / Lasse / Yamauchi wiederum mit dem Subaru WRX STI NBR in der SP3T-Klasse und erzielte erneut den Klassensieg. In der Gesamtwertung wurde der 20. Platz erreicht.
Seit 2016 setzt Tim Schrick in der VLN einen Subaru BRZ mit dem Spitznamen "Knatterheidi" ein, das Fahrzeug wurde gemäß den VLN-SP3-Regularien aufgebaut. Seit 2018 teilt er sich das Fahrzeug mit Lucian Gavris, zusammen gewannen sie 2019 die SP3-Klasse.

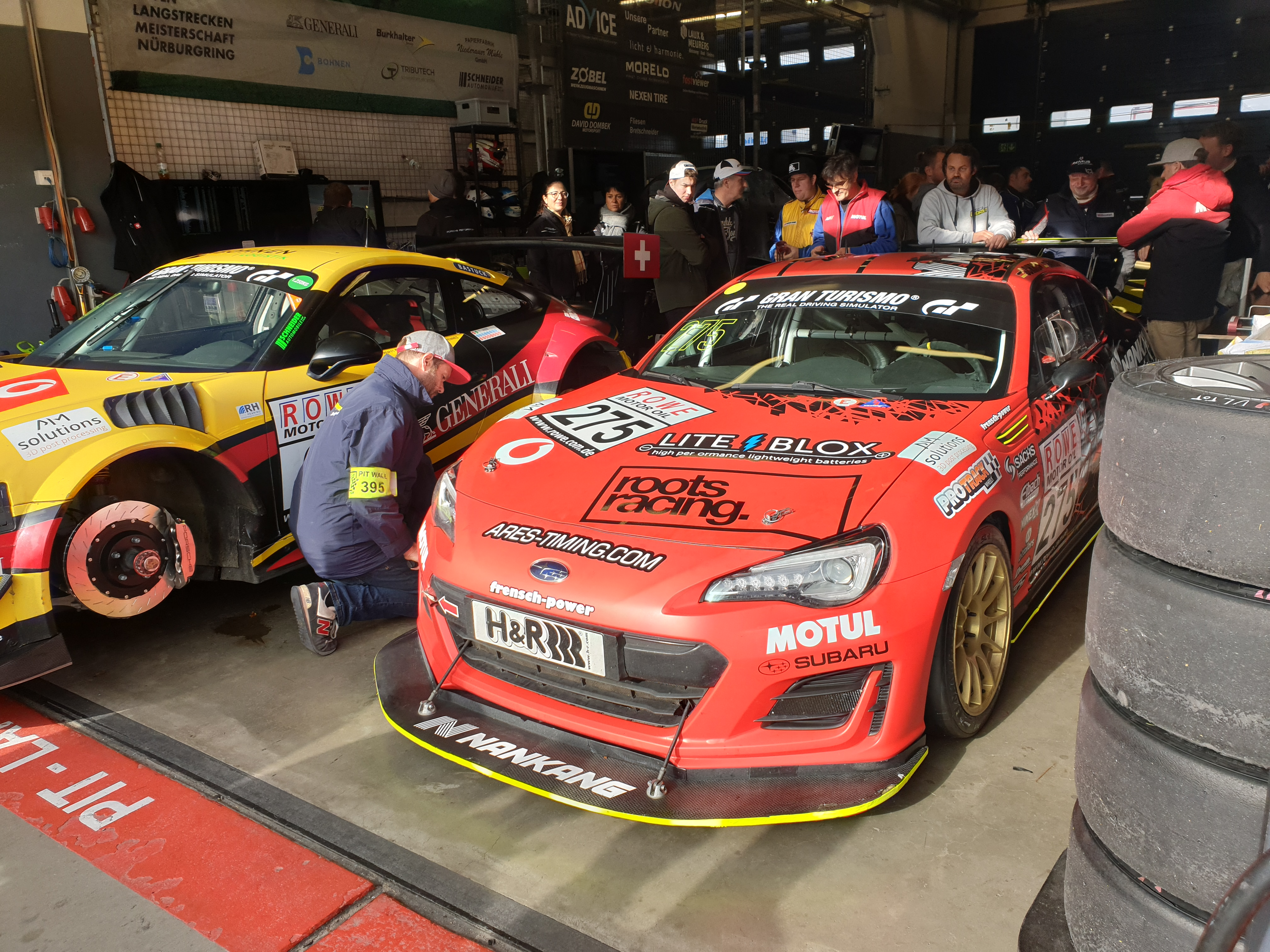
Subaru BRZ von Tim Schrick im Jahr 2019 in der VLN

## Fernsehen
Seit 2000 fuhr er für die DSF-Sendungen (DSF: Deutsches Sport-Fernsehen, heute: Sport1) Motorvision und TuningTV immer wieder die Tracktests mit verschiedenen Fahrzeugen. Bis Ende 2008 moderierte er zusammen mit Sabine Schmitz und Carsten van Ryssen die Sendung DMotor auf dem Fernsehsender DMAX.
Ab Oktober 2010 moderierte Schrick gemeinsam mit Sabine Schmitz das Automagazin Turbo auf Sport1. Ab März 2017 präsentiert er Track Time – Das Automagazin mit Tim Schrick auf Sky Sport News HD.